# Калфагианни, Эфстратия
Эфстратия (Эффи) Калфагианни (англ. Efstratia Kalfagianni; род. 1965, Греция) — греческий и американский математик, занимается исследованиями в области низкомерной топологии.

## Биография
Калфагианни родилась в 1965 году в Греции. Большую часть своего детства прожила на небольшом греческом острове. Увлеклась изучением математики во втором классе старшей школы благодаря урокам евклидовой геометрии и элементарной теории чисел. Её учителя посоветовали ей продолжать занятия математикой в колледже.
В 1987 году окончила Университет Аристотеля в Салониках. Затем в 1990 году получила степень магистра в Фордемском университете. После поступила в Колумбийский университет для обучения на докторантуре. Здесь в 1991 получила вторую степень магистра и степень доктора философии в 1995 году. Написала диссертацию по теме «Инварианты конечного типа для узлов в трёхмерном многообразии» под руководством Джоан Бирман и Сяо-Сонг Линь.
После докторантуры в Институте перспективных исследований и трёх лет работы доцентом Гилла в Ратгерском университете в 1998 году переехала в Университет штата Мичиган. В 2008 году ей присуждено звание профессора, в 2019 году получила премию университета штата Мичиган имени Уильяма Дж. Била.

## Научные исследования
Калфагианни работает в области теории узлов в трёхмерной многообразии, гиперболической геометрии, квантовой топологии и взаимодействия этих полей.
Является редактором журнала «Нью-Йоркский журнал математики». Также была одним из редакторов книги «Interactions Between Hyperbolic Geometry, Quantum Topology and Number Theory» (Contemporary Mathematics Volume: 541, AMS, 2011).